# Aeropuerto de Palermo-Punta Raisi
El Aeropuerto de Palermo-Punta Raisi (en italiano Aeroporto di Palermo-Punta Raisi) (IATA: PMO, OACI: LICJ), también conocido como Aeropuerto Falcone-Borsellino y Aeropuerto de Punta Raisi está ubicado en Punta Raisi, a unos 35 km al oeste de Palermo, capital de la isla italiana de Sicilia. El aeropuerto es uno de los de más movimiento de Italia, con 4.446.142 pasajeros en 2008.
El aeropuerto recibió el nombre de Falcone-Borsellino en memoria de los dos jueces antimafia Giovanni Falcone y Paolo Borsellino que murieron a manos de la mafia en 1992. Una placa de 1,90 m de diámetro donde aparecen retratados, se encuentra afuera de una de las entradas principales de la zona de salidas, dentro de un mosaico de Sicilia. Creado por el escultor siciliano Tommaso Geraci, lleva la inscripción Giovanni Falcone - Paolo Borsellino - Gli Altri - L'orgoglio della Nuova Sicilia (Giovanni Falcone - Paolo Borsellino - Los Otros - El Orgullo de la Nueva Sicilia).

## Aerolíneas y destinos

### Destinos nacionales
| Ciudades            | Nombre del aeropuerto                         | Aerolíneas                                               |
| Italia              | Italia                                        | Italia                                                   |
| ------------------- | --------------------------------------------- | -------------------------------------------------------- |
| Apulia              |                                               |                                                          |
| Bari                | Aeropuerto de Bari-Palese                     | Ryanair                                                  |
| Bríndisi            | Aeropuerto de Brindisi                        | Ryanair (estacional)                                     |
| Campania            |                                               |                                                          |
| Nápoles             | Aeropuerto de Nápoles-Capodichino             | EasyJet / Ryanair / Volotea                              |
| Cerdeña             |                                               |                                                          |
| Alghero             | Aeropuerto de Alghero-Fertilia                | Ryanair (estacional)                                     |
| Cagliari            | Aeropuerto de Cagliari-Elmas                  | Ryanair                                                  |
| Olbia               | Aeropuerto de Olbia-Costa Smeralda            | Volotea (estacional)                                     |
| Emilia-Romaña       |                                               |                                                          |
| Bolonia             | Aeropuerto de Bolonia                         | Ryanair                                                  |
| Forlì               | Aeropuerto de Forlì                           | Ryanair                                                  |
| Parma               | Aeropuerto de Parma                           | Ryanair (estacional)                                     |
| Rímini              | Aeropuerto de Rímini                          | Ryanair (estacional)                                     |
| Friul-Venecia Julia |                                               |                                                          |
| Trieste             | Aeropuerto de Trieste - Friuli Venezia Giulia | Ryanair                                                  |
| Lacio               |                                               |                                                          |
| Roma                | Aeropuerto de Roma-Fiumicino                  | AeroItalia / Condor (estacional) / ITA Airways / Ryanair |
| Liguria             |                                               |                                                          |
| Génova              | Aeropuerto de Génova                          | Ryanair                                                  |
| Lombardía           |                                               |                                                          |
| Bérgamo             | Aeropuerto de Bérgamo-Orio al Serio           | AeroItalia / Ryanair                                     |
| Milán               | Aeropuerto de Milán-Malpensa                  | EasyJet / Ryanair                                        |
| Milán               | Aeropuerto de Milán-Linate                    | ITA Airways                                              |
| Marcas              |                                               |                                                          |
| Ancona              | Aeropuerto de Ancona-Falconara                | Volotea (estacional)                                     |
| Piamonte            |                                               |                                                          |
| Cuneo               | Aeropuerto de Cúneo                           | Ryanair (estacional)                                     |
| Turín               | Aeropuerto de Turín-Caselle                   | Ryanair                                                  |
| Sicilia             |                                               |                                                          |
| Lampedusa           | Aeropuerto de Lampedusa                       | Danish Air Transport                                     |
| Pantelaria          | Aeropuerto de Pantelleria                     | Danish Air Transport                                     |
| Toscana             |                                               |                                                          |
| Florencia           | Aeropuerto de Florencia                       | Volotea (estacional)                                     |
| Pisa                | Aeropuerto de Pisa                            | Ryanair                                                  |
| Umbría (Italia)     |                                               |                                                          |
| Perugia             | Aeropuerto de Perugia                         | Ryanair                                                  |
| Véneto              |                                               |                                                          |
| Venecia             | Aeropuerto Internacional Marco Polo           | Ryanair                                                  |
| Verona              | Aeropuerto de Verona-Villafranca              | Ryanair / Volotea (estacional)                           |

### Destinos internacionales
| Ciudades por países      | Nombre del aeropuerto                                   | Aerolíneas                                                           |
| África                   | África                                                  | África                                                               |
| ------------------------ | ------------------------------------------------------- | -------------------------------------------------------------------- |
| Túnez                    |                                                         |                                                                      |
| Túnez                    | Aeropuerto Internacional de Túnez-Cartago               | Tunisair                                                             |
| América del Norte        |                                                         |                                                                      |
| Estados Unidos           |                                                         |                                                                      |
| Newark                   | Aeropuerto Internacional Libertad de Newark             | United Airlines (estacional)                                         |
| Nueva York               | Aeropuerto Internacional John F. Kennedy                | Neos (estacional)                                                    |
| Europa                   |                                                         |                                                                      |
| Alemania                 |                                                         |                                                                      |
| Berlín                   | Aeropuerto de Berlín-Brandeburgo                        | Ryanair                                                              |
| Colonia                  | Aeropuerto de Colonia/Bonn                              | Eurowings (estacional) / Ryanair                                     |
| Düsseldorf               | Aeropuerto de Düsseldorf                                | Eurowings (estacional)                                               |
| Fráncfort del Meno       | Aeropuerto de Fráncfort del Meno                        | Lufthansa (estacional)                                               |
| Hahn                     | Aeropuerto de Fráncfort-Hahn                            | Ryanair                                                              |
| Karlsruhe                | Aeropuerto de Karlsruhe/Baden Baden                     | Ryanair (estacional)                                                 |
| Memmingen                | Aeropuerto de Memmingen                                 | Ryanair                                                              |
| Múnich                   | Aeropuerto de Múnich-Franz Josef Strauss                | Lufthansa                                                            |
| Núremberg                | Aeropuerto de Núremberg-Albrecht Dürer                  | Ryanair                                                              |
| Stuttgart                | Aeropuerto de Stuttgart                                 | Eurowings (estacional)                                               |
| Austria                  |                                                         |                                                                      |
| Viena                    | Aeropuerto Internacional de Viena                       | Austrian Airlines (estacional) / Ryanair (estacional)                |
| Bélgica                  |                                                         |                                                                      |
| Bruselas                 | Aeropuerto de Bruselas-National                         | TUI fly Belgium (estacional)                                         |
| Bruselas                 | Aeropuerto de Charleroi-Bruselas Sur                    | Ryanair                                                              |
| Croacia                  |                                                         |                                                                      |
| Zagreb                   | Aeropuerto de Zagreb-Franjo Tuđman                      | Ryanair (estacional)                                                 |
| Dinamarca                |                                                         |                                                                      |
| Copenhague               | Aeropuerto de Copenhague-Kastrup                        | SAS (Estacional) / Norwegian (estacional)                            |
| España                   |                                                         |                                                                      |
| Barcelona                | Aeropuerto Josep Tarradellas Barcelona-El Prat          | Ryanair / Vueling                                                    |
| Bilbao                   | Aeropuerto de Bilbao                                    | Volotea (estacional)                                                 |
| Madrid                   | Aeropuerto Adolfo Suárez Madrid-Barajas                 | Iberia (estacional) / Ryanair                                        |
| Palma de Mallorca        | Aeropuerto de Palma de Mallorca                         | EasyJet (estacional)                                                 |
| Valencia                 | Aeropuerto de Valencia                                  | Ryanair                                                              |
| Francia                  |                                                         |                                                                      |
| Beauvais                 | Aeropuerto de París-Beauvais                            | Ryanair                                                              |
| Burdeos                  | Aeropuerto de Burdeos-Mérignac                          | Volotea (estacional)                                                 |
| Brest                    | Aeropuerto de Brest-Bretagne                            | Volotea (estacional)                                                 |
| Estrasburgo              | Aeropuerto de Estrasburgo                               | Volotea (estacional)                                                 |
| Lille                    | Aeropuerto de Lille                                     | Volotea (estacional)                                                 |
| Lourdes (Altos Pirineos) | Aeropuerto de Tarbes-Lourdes-Pirineos                   | Volotea (estacional)                                                 |
| Lyon                     | Aeropuerto de Lyon-Saint Exupéry                        | EasyJet (estacional) / Transavia (Estacional) / Volotea (estacional) |
| Marsella                 | Aeropuerto de Marsella-Provenza                         | Ryanair                                                              |
| Nantes                   | Aeropuerto de Nantes Atlantique                         | Transavia (estacional) / Volotea (Estacional)                        |
| Niza                     | Aeropuerto de Niza-Costa Azul                           | EasyJet (estacional)                                                 |
| París                    | Aeropuerto de París-Charles de Gaulle                   | Air France (estacional) / easyJet (Estacional)                       |
| París                    | Aeropuerto de París-Orly                                | EasyJet (estacional) / Transavia                                     |
| Toulouse                 | Aeropuerto de Toulouse-Blagnac                          | Volotea (estacional)                                                 |
| Grecia                   |                                                         |                                                                      |
| Atenas                   | Aeropuerto Internacional Eleftherios Venizelos          | Aegean Airlines (estacional) / Volotea (estacional)                  |
| Heraclión                | Aeropuerto Internacional de Heraclión Nikos Kazantzakis | Volotea (estacional)                                                 |
| Santorini                | Aeropuerto de Santorini                                 | Volotea (estacional)                                                 |
| Zacinto                  | Aeropuerto Internacional de Zante                       | Volotea (estacional)                                                 |
| Hungría                  |                                                         |                                                                      |
| Budapest                 | Aeropuerto Internacional de Budapest-Ferenc Liszt       | Ryanair                                                              |
| Irlanda                  |                                                         |                                                                      |
| Dublín                   | Aeropuerto de Dublín                                    | Ryanair (estacional)                                                 |
| Luxemburgo               |                                                         |                                                                      |
| Luxemburgo               | Aeropuerto de Luxemburgo                                | Luxair (estacional)                                                  |
| Noruega                  |                                                         |                                                                      |
| Oslo                     | Aeropuerto de Oslo-Gardermoen                           | SAS (estacional)                                                     |
| Países Bajos             |                                                         |                                                                      |
| Ámsterdam                | Aeropuerto de Ámsterdam-Schiphol                        | EasyJet (estacional)                                                 |
| Róterdam                 | Aeropuerto de Róterdam-La Haya                          | Transavia (estacional)                                               |
| Polonia                  |                                                         |                                                                      |
| Breslavia                | Aeropuerto de Breslavia-Copérnico                       | Ryanair                                                              |
| Cracovia                 | Aeropuerto de Cracovia-Juan Pablo II                    | Ryanair                                                              |
| Poznan                   | Aeropuerto de Poznan-Ławica (Polonia)                   | Ryanair                                                              |
| Portugal                 |                                                         |                                                                      |
| Lisboa                   | Aeropuerto Humberto Delgado                             | EasyJet (estacional)                                                 |
| Oporto                   | Aeropuerto Francisco Sá Carneiro                        | EasyJet (estacional)                                                 |
| Reino Unido              |                                                         |                                                                      |
| Birmingham               | Aeropuerto Internacional de Birmingham-West Midlands    | Jet2.com (Estacional) (inicia el 6 de mayo de 2026)                  |
| Brístol                  | Aeropuerto de Brístol                                   | EasyJet (Estacional)                                                 |
| Edimburgo                | Aeropuerto de Edimburgo                                 | Ryanair (estacional)                                                 |
| Londres                  | Aeropuerto de Londres-Heathrow                          | British Airways (estacional)                                         |
| Londres                  | Aeropuerto de Londres-Gatwick                           | EasyJet (estacional)                                                 |
| Londres                  | Aeropuerto de Londres-Luton                             | EasyJet (estacional)                                                 |
| Londres                  | Aeropuerto de Londres-Stansted                          | Ryanair                                                              |
| Mánchester               | Aeropuerto de Mánchester                                | Jet2.com (estacional) (inicia el 1 de mayo de 2026)                  |
| Newcastle                | Aeropuerto Internacional de Newcastle                   | Jet2.com (estacional) (inicia el 26 de mayo de 2026)                 |
| Rumania                  |                                                         |                                                                      |
| Bucarest                 | Aeropuerto Internacional de Bucarest-Henri Coandă       | Ryanair (estacional)                                                 |
| Serbia                   |                                                         |                                                                      |
| Belgrado                 | Aeropuerto de Belgrado-Nikola Tesla                     | Air Serbia (estacional)                                              |
| Suecia                   |                                                         |                                                                      |
| Estocolmo                | Aeropuerto de Estocolmo-Arlanda                         | SAS (estacional) / Norwegian (estacional)                            |
| Suiza                    |                                                         |                                                                      |
| Basilea                  | Aeropuerto de Basilea                                   | EasyJet                                                              |
| Ginebra                  | Aeropuerto de Ginebra                                   | EasyJet (estacional)                                                 |
| Zúrich                   | Aeropuerto de Zúrich                                    | Swiss                                                                |
| Turquía                  |                                                         |                                                                      |
| Estambul                 | Aeropuerto Internacional de Estambul                    | Turkish Airlines                                                     |

## Estadísticas

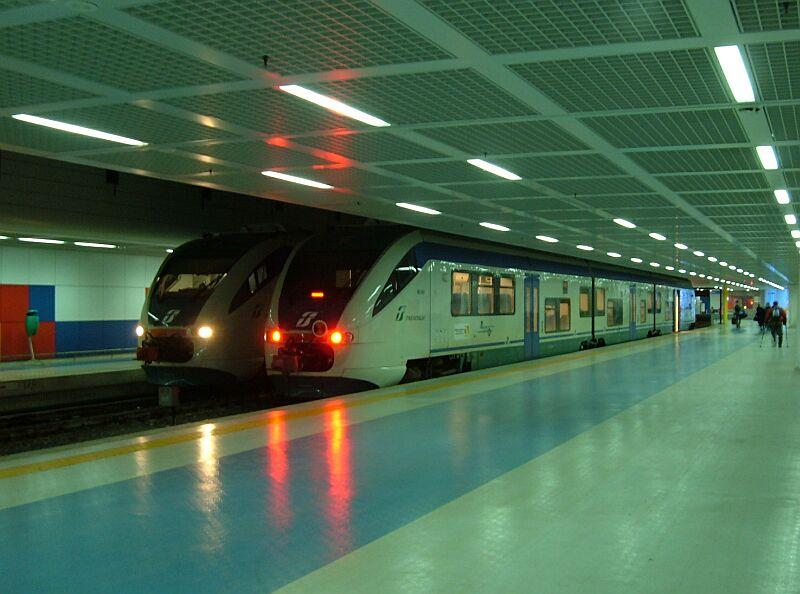
Estación de Punta Raisi

Metro de Palermo

Ver fuente y consulta Wikidata.

## Alquiler de coches
El Aeropuerto de Palermo-Punta Raisi ofrece los servicios de un gran número de empresasa de alquiler de coches, tanto tradicionales como low cost, que operan dentro del edificio terminal. Entre las marcas de más renombre podemos encontrar Avis, Alamo, Budget, Dollar, Europcar, Enterprise, Hertz, Leasys, Locauto, JoyRent, Maggiore, Sicily by Car, Sixt y Thrifty.

## La compañía

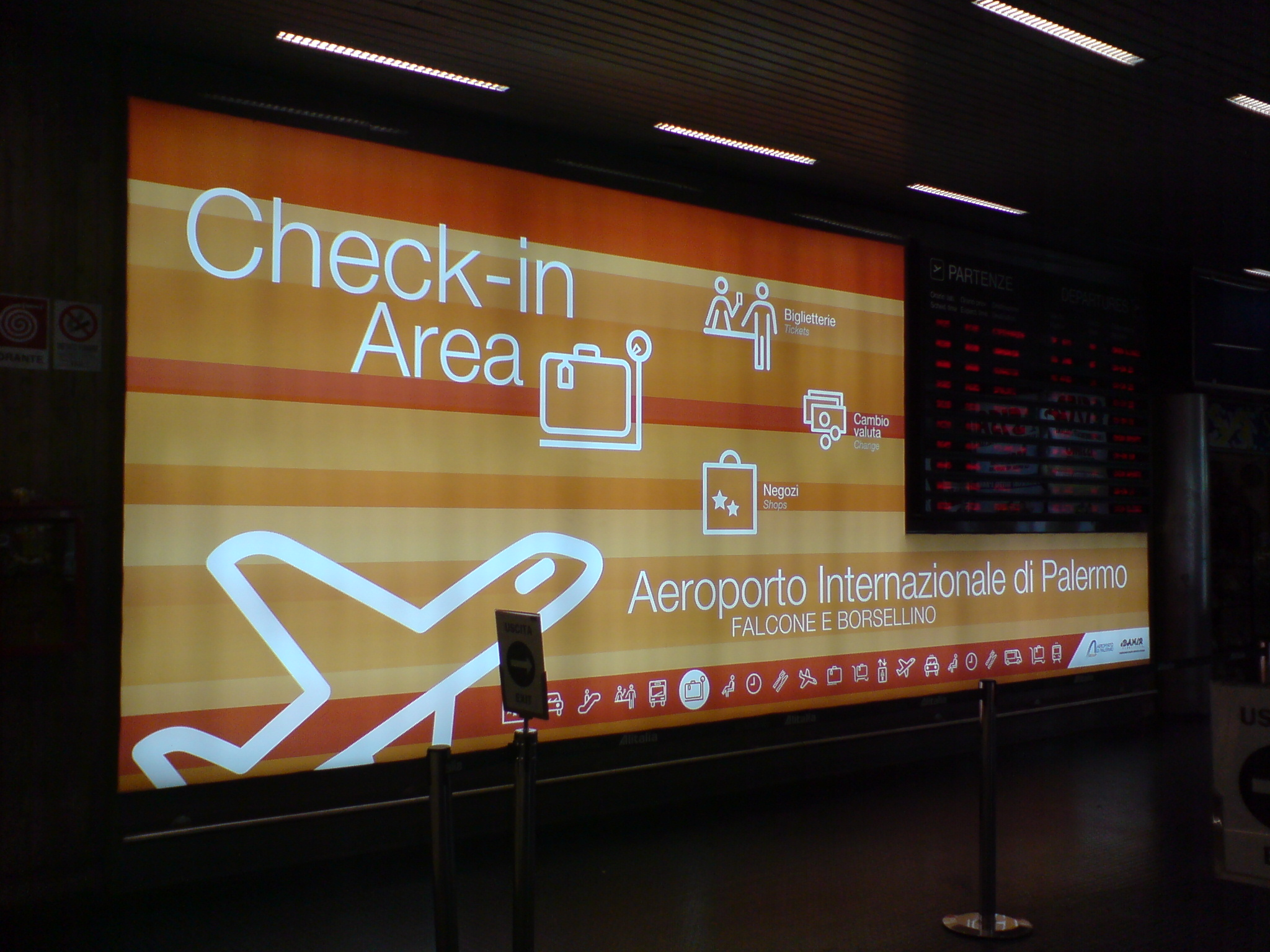
Zona de facturación.

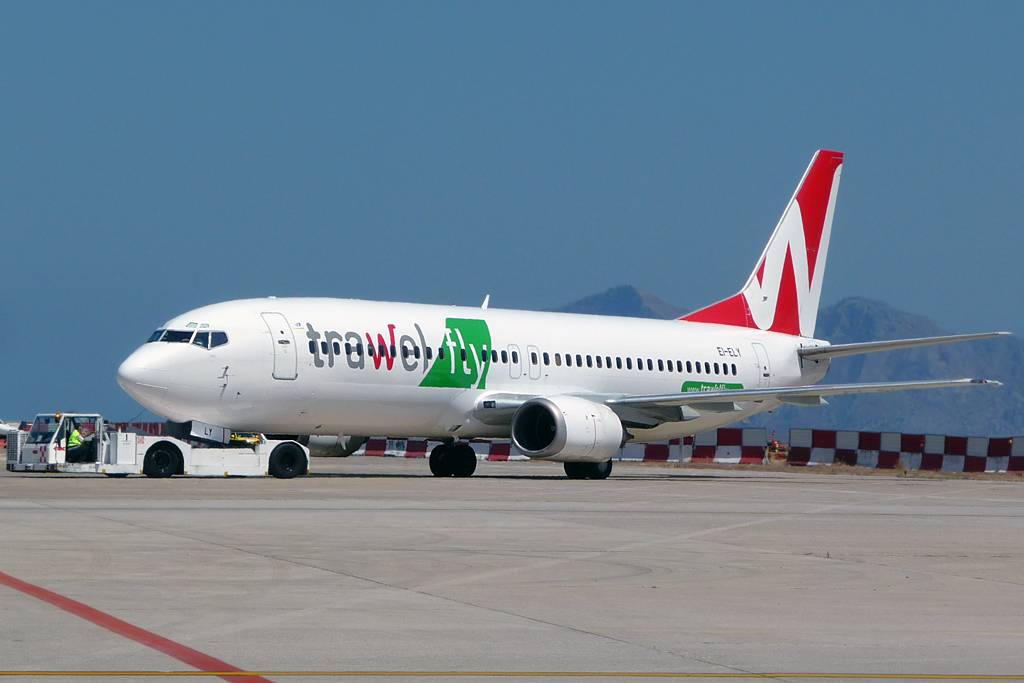
Boeing 737 de Trawelfly en el aeropuerto.

GESAP S.p.a. Es la compañía que gestiona el aeropuerto de "Falcone e Borsellino" en Palermo. Dispone de un capital de 15,912,332.00 euros divididos entre la Provincia de Palermo, la Comuna de Palermo, la Cámara de Comercio, la Comuna de Cinisi y otros minoristas. 
Creada en 1985, hasta 1994 Gesap operó únicamente como encargada de proporcionar los servicios de tierra del aeropuerto de Palermo, mientras la dirección del mismo recaía directamente en el gobierno y en la Directiva del Distrito Aeroportuario.
En 1994, Gesap recibió parte de la gestión a través del convenio que garantizaba a la compañía una concesión de veinte años para dirigir las actividades del lado aire (los edificios del aeropuerto y las zonas colindantes). 
En abril de 1999, GESAP obtuvo la dirección de las actividades del lado aire, y, más específicamente, las infraestructuras de vuelo (pistas, calles de rodadura y plataformas) según apareció en el art. 17 L. 135/97.
Como compañía directora del aeropuerto, Gesap planea, crea y dirige las zonas, infraestructuras y sistemas del aeropuerto, asegurando su correcto mantenimiento y lq mejora del mismo. También proporciona servicios centralizados como la coordinación del aeropuerto, los sistemas de información pública, los controles de seguridad y material así como dirigir los espacios comerciales a través de concesiones a terceras partes.
En abril de 2004, GESAP recibió la certificación UNI ISO 9001/2000 (Vision 2000). La compañía también ha recibido una certificación por sus servicios y procesos en el sector de handling y que fue renovada con la certificación TUV en diciembre de 2006.

El 30 de mayo de 2004, ENAC otorgó a GESAP un "Certificado Aeroportuario" en reconocimiento del total cumplimiento del aeropuerto de las normas impuestas por la ENAC "Normas de construcción y dirección de aeropuertos". El 24 de mayo de 2007 Gesap obtuvo la renovación del "Certificado Aeroportuario" hasta el 30 de mayo de 2010.
Hoy en día, tras transferir recientemente su negocio de handling a su filial, GH Palermo, GESAP espera un decreto ministerial que les garantizaría una concesión de cuarenta años de la total dirección del aeropuerto.